# Johann Baptist Streicher

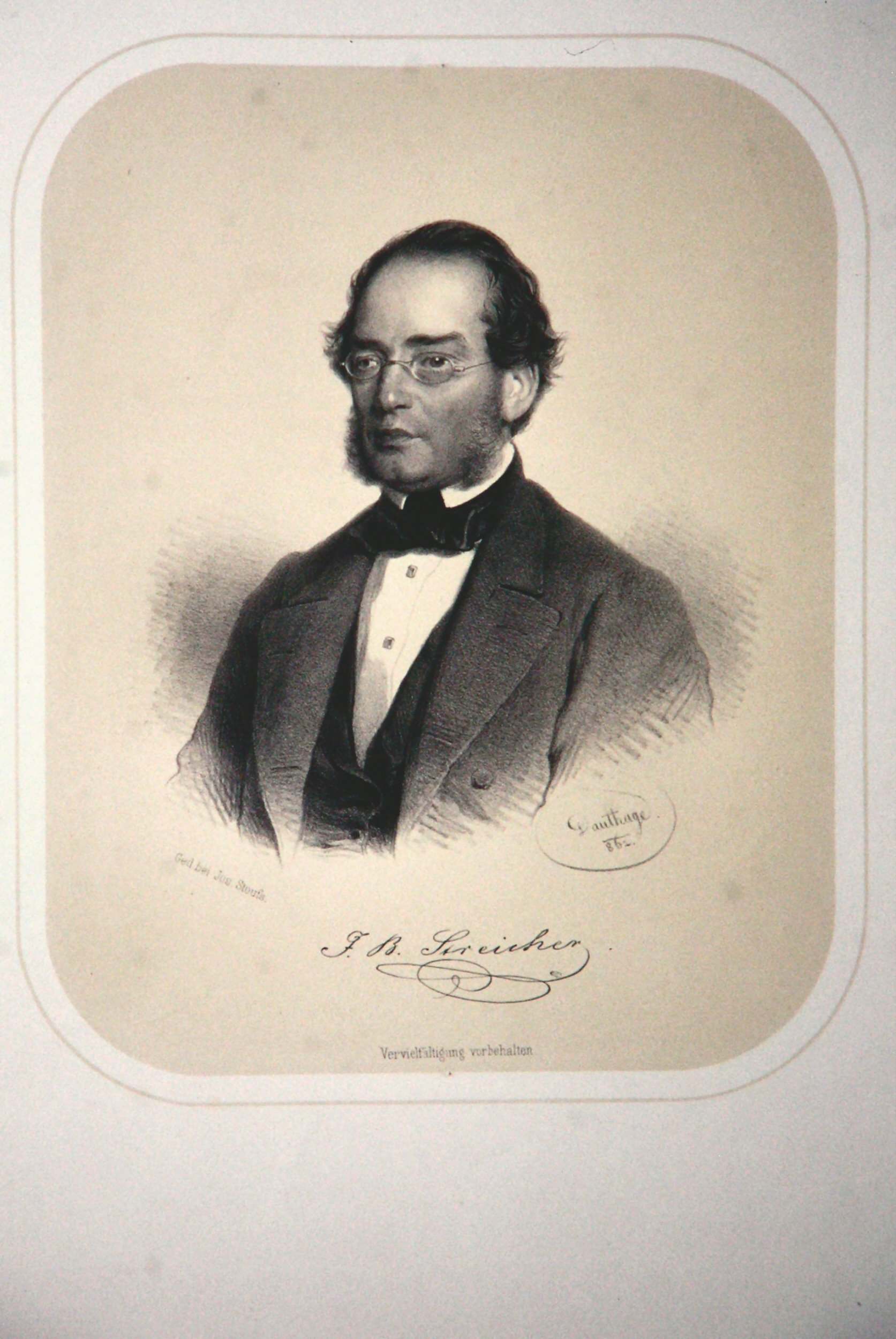
Johann Baptist Streicher

Johann Baptist Streicher (Viena, 3 de Janeiro de 1796 - Viena, 28 de Março de 1871) era fabricante de pianos.

## Biografia
Aprendeu a profissão com os seus pais, e em 1823 tornou-se sócio no negócio. Johannes Brahms, um proprietário apaixonado pelo seu piano Streicher e famoso compositor, terá escrito, numa carta à pianista alemã Clara Schumann, e a propósito do mesmo, “Lá [no meu Streicher] eu sei sempre exactamente o que escrevo e o motivo pelo qual o faço de certa maneira”. Em 1896, o filho de Streicher, Emil, vendeu o negócio da família aos irmãos Stingl.
McNulty, construtor de forte-pianos, construiu a primeira réplica mundial de um piano Streicher datado de 1868, instrumento que Johannes Brahms obteve de Streicher no ano de 1870, e manteve em sua casa até à data da sua morte.

## Gravações
- Boyd McDonald. Johannes Brahms. The piano Miniatures. Streicher da década de 1851. Doremi
- Hardy Rittner. Johannes Brahms. Complete Piano Music.  Bosendorfer da década de 1846, Streicher da décadas de 1856, 1868. MDG
- Alexandre Oguey, Neal Peres De Costa. Pastoral Fables. Works for cor anglais and pianos. Streicher. ABC Classics
- Ira Braus. Johannes Brahms. The late piano music. Streicher da década de 1871. Centaur.
- Byron Schenkman (piano), Jesse Irons (violin), Kate Bennet Wadsworth (cello). Chamber music of Clara Schumann 1819-1896. Streicher da década de 1875.